# Disocactus × moennighoffii
A Disocactus × moennighoffii egy mesterségesen előállított hibrid a Disocactus flagelliformis és a Disocactus martianus faj között. Lecsüngő jellegű növény, szülőfajaira nagyon hasonlít. Virágai nappal nyílnak, vörösek, de sötétebb középérrel. Belső szirmai ciklámenszínűek, vörös középérrel. Fontos kiindulási növény volt az × Epicactus hibridek Aporophyllum alakkörének előállításához, a két szülőfaj keresztezésével ellenállóbb növényeket kaptak, mely jó alany volt más Disocactus és Epiphyllum fajokkal való keresztezésekhez.